# خوسيه ألفريدو كاستيلو
خوسيه ألفريدو كاستيلو بارادا (بالإسبانية: José Alfredo Castillo) (مواليد 9 فبراير 1983 في سانتا كروز) لاعب كرة قدم بوليفي دولي يجيد اللعب في خط الهجوم . يلعب حاليا لصالح نادي بلومينغ البوليفي من سنة 2010 .

## روابط خارجية
- خوسيه ألفريدو كاستيلو على موقع الاتحاد الدولي (مؤرشف)  (الإنجليزية)
- خوسيه ألفريدو كاستيلو على موقع قاعدة بيانات كرة القدم.إي يو (الإنجليزية)
- خوسيه ألفريدو كاستيلو على موقع ناشيونال فوتبول تيمز (الإنجليزية)
- خوسيه ألفريدو كاستيلو على موقع Soccerway.com (الإنجليزية)
- خوسيه ألفريدو كاستيلو على موقع عالم كرة القدم.نت (الإنجليزية)